# Когерентное одностороннее шифрование
Когерентное одностороннее шифрование (COW protocol) — протокол квантового распределения ключа (КРК). Николя Жизан (франц. Nicolas Gizin) в 2005 году впервые описал его в своей книге. Протокол использует для кодирования информации три квантовых состояния двухуровневой системы. Носителями информации являются двухуровневые системы, называемые кубитами (квантовыми битами).

## Введение
Квантовая криптография, одним из аспектов которой является Квантовое распределение ключей, обеспечивает единственный физически безопасный и проверенный метод передачи секретного ключа между двумя удаленными сторонами, Алисой и Бобом. Цель КРК — гарантировать, что возможный перехватчик (Ева), имеющий доступ к каналу связи, не сможет получить полезную информацию о сообщении. COW протокол является одним из самых последних практических протоколов КРК. В настоящее время не существует нижней границы для безусловной безопасности этого протокола. В настоящее время инструменты для проверки безопасности протоколов от самых общих атак не могут напрямую применяться к этому протоколу. Хотя существуют подтверждения безопасности для некоторых ограниченных атак, безусловные доказательства безопасности все еще остаются нереализованными.

## Описание протокола
Алиса подготавливает состояния |φ0⟩ и |φ1⟩, которые представляют логические состояния '0' и '1' соответственно, и состояния-приманки в каждом из k = 1, …, N временных интервалов в двухимпульсной последовательности, состоящей из непустого и пустого импульсов:
```

  

    

      

        

          

            
|

            

              
ϕ

              

                
0

              

            

            
⟩

          

          

            
k

          

        

        
=

        

          

            
|

            

              

                
μ

              

            

            
⟩

          

          

            
2

            
k

            
−

            
1

          

        

        

          

            
|

            
0

            
⟩

          

          

            
2

            
k

          

        

      

    

    
{\displaystyle \left|\phi _{0}\right\rangle _{k}=\left|{\sqrt {\mu }}\right\rangle _{2k-1}\left|0\right\rangle _{2k}}

  

,

  

    

      

        

          

            
|

            

              
ϕ

              

                
1

              

            

            
⟩

          

          

            
k

          

        

        
=

        

          

            
|

            
0

            
⟩

          

          

            
2

            
k

            
−

            
1

          

        

        

          

            
|

            

              

                
μ

              

            

            
⟩

          

          

            
2

            
k

          

        

      

    

    
{\displaystyle \left|\phi _{1}\right\rangle _{k}=\left|0\right\rangle _{2k-1}\left|{\sqrt {\mu }}\right\rangle _{2k}}

  

,

  

    

      

        

          

            
|

            

              
t

              
r

              
a

              
p

            

            
⟩

          

          

            
k

          

        

        
=

        

          

            
|

            

              

                
μ

              

            

            
⟩

          

          

            
2

            
k

            
−

            
1

          

        

        

          

            
|

            

              

                
μ

              

            

            
⟩

          

          

            
2

            
k

          

        

      

    

    
{\displaystyle \left|trap\right\rangle _{k}=\left|{\sqrt {\mu }}\right\rangle _{2k-1}\left|{\sqrt {\mu }}\right\rangle _{2k}}

  

```

где 2k — 1 и 2k обозначают импульсы в паре. В случае малого среднего числа фотонов с состоянием |φ0⟩k и |φ1⟩k могут возникать пересечения. Также, фотоны должны иметь фазовую когерентность (согласованность по фазе) между любыми двумя непустыми импульсами с разделением битов. Последовательности приманки используются для проверки когерентности в строке данных, и затем они будут отброшены при публичном обсуждении. Каждый логический бит информации кодируется в последовательности из двух импульсов. Ключ получается путем измерения времени прихода фотонов на линию данных детектора. Наличие подслушивающего устройства проверяется в линии контроля путем случайного измерения когерентности между последовательными непустыми импульсами; битовые последовательности «1-0» или ложные последовательности с помощью интерферометра и детекторов. Если когерентность нарушена, детектор срабатывает, и записывается ошибка.
Боб использует детектор для однозначного различения неортогональных состояний |φ0⟩k и |φ1⟩k. Поскольку µ — среднее число фотонов мало, Боб не всегда получает клик. Но иногда Боб срабатывает во временном интервале k, и если срабатывание соответствует первому (второму) импульсу пары, он записывает ноль (один).

## Схема протокола
Алиса подготавливает случайную последовательность предопределенных неортогональных когерентных состояний {\displaystyle \bigotimes _{k=1}^{N}}|φ(sk)⟩, где каждое когерентное состояние |φ(sk)⟩ = |φ0⟩k или |φ1⟩k определяется в соответствии с (1). Эти состояния отправляются Бобу через ненадежный квантовый канал. На принимающей стороне Боб выполняет измерения для сигнала, который он получает. Мы делим каждый временной интервал k на два и помечаем целыми числами j, так что j = 1, …, 2N, а затем, можно описать сигнал, поступающий на интерферометр Боба на пути '0' после каждого временного интервала j с точки зрения создания операторов. Чтобы описать сигналы, поступающие на интерферометр Боба, мы следуем тому же подходу, который использовался A. Marais
Когда Алиса готовит |φ0⟩, состояние входа преобразуется в состояние вывода
```

  

    

      

        

          

            
|

            

              
ϕ

              

                
0

              

            

            
⟩

          

          

            
k

          

        

        
=

        

          

            
|

            

              

                
μ

              

            

            
⟩

          

          

            
0

          

          

            
j

            
−

            
1

          

        

        

          

            
|

            
0

            
⟩

          

          

            
0

          

          

            
j

          

        

        

          

            
→

            

              
I

            

          

        

        

          

            
|

            

              

                

                  
μ

                

                

                  
2

                  

                    

                      
2

                    

                  

                

              

            

            
⟩

          

          

            
7

          

          

            
j

            
−

            
1

          

        

        
−

        

          
e

          

            
i

            

              
ϕ

              

                
3

              

            

          

        

        

          

            
|

            

              

                

                  
μ

                

                

                  
2

                  

                    

                      
2

                    

                  

                

              

            

            
⟩

          

          

            
8

          

          

            
j

            
−

            
1

          

        

        

          

            
|

            

              

                

                  
μ

                

                

                  
2

                

              

            

            
⟩

          

          

            
3

          

          

            
j

            
−

            
1

          

        

        

          

            
|

            

              

                

                  
μ

                

                

                  
2

                  

                    

                      
2

                    

                  

                

              

            

            
⟩

          

          

            
7

          

          

            
j

          

        

        

          

            
|

            

              

                

                  
μ

                

                

                  
2

                  

                    

                      
2

                    

                  

                

              

            

            
⟩

          

          

            
8

          

          

            
j

          

        

      

    

    
{\displaystyle \left|\phi _{0}\right\rangle _{k}=\left|{\sqrt {\mu }}\right\rangle _{0}^{j-1}\left|0\right\rangle _{0}^{j}{\xrightarrow {I}}\left|{\frac {\sqrt {\mu }}{2{\sqrt {2}}}}\right\rangle _{7}^{j-1}-e^{i\phi _{3}}\left|{\frac {\sqrt {\mu }}{2{\sqrt {2}}}}\right\rangle _{8}^{j-1}\left|{\frac {\sqrt {\mu }}{\sqrt {2}}}\right\rangle _{3}^{j-1}\left|{\frac {\sqrt {\mu }}{2{\sqrt {2}}}}\right\rangle _{7}^{j}\left|{\frac {\sqrt {\mu }}{2{\sqrt {2}}}}\right\rangle _{8}^{j}}

  

```

Детектор Боба, который соответствует срабатыванию во временном интервале {\displaystyle j-1}, срабатывает с {\displaystyle p_{click}=1-e^{-{\frac {\mu }{8}}}}, который является первым из интервалов, составляющих интервал k, и записывает «0». Так как датчики срабатывают с равной вероятностью в слотах j — 1 и j, тест на когерентность из |φ0⟩k выше отсутствует. Когда Алиса готовит |φ1⟩k, выходное состояние имеет вид:
```

  

    

      

        

          

            
|

            

              
ϕ

              

                
1

              

            

            
⟩

          

          

            
k

          

        

        
=

        

          

            
|

            
0

            
⟩

          

          

            
0

          

          

            
j

            
−

            
1

          

        

        

          

            
|

            

              

                
μ

              

            

            
⟩

          

          

            
0

          

          

            
j

          

        

        

          

            
→

            

              
I

            

          

        

        

          

            
|

            

              

                

                  
μ

                

                

                  
2

                

              

            

            
⟩

          

          

            
3

          

          

            
j

          

        

        

          

            
|

            

              

                

                  
μ

                

                

                  
2

                  

                    

                      
2

                    

                  

                

              

            

            
⟩

          

          

            
7

          

          

            
j

          

        

        

          

            
|

            

              

                

                  
−

                  

                    

                      
μ

                    

                  

                

                

                  
2

                  

                    

                      
2

                    

                  

                

              

            

            
⟩

          

          

            
8

          

          

            
j

          

        

        

          

            
|

            

              

                

                  
μ

                

                

                  
2

                  

                    

                      
2

                    

                  

                

              

            

            
⟩

          

          

            
7

          

          

            
j

            
+

            
1

          

        

        

          

            
|

            

              

                

                  
μ

                

                

                  
2

                  

                    

                      
2

                    

                  

                

              

            

            
⟩

          

          

            
8

          

          

            
j

            
+

            
1

          

        

      

    

    
{\displaystyle \left|\phi _{1}\right\rangle _{k}=\left|0\right\rangle _{0}^{j-1}\left|{\sqrt {\mu }}\right\rangle _{0}^{j}{\xrightarrow {I}}\left|{\frac {\sqrt {\mu }}{\sqrt {2}}}\right\rangle _{3}^{j}\left|{\frac {\sqrt {\mu }}{2{\sqrt {2}}}}\right\rangle _{7}^{j}\left|{\frac {-{\sqrt {\mu }}}{2{\sqrt {2}}}}\right\rangle _{8}^{j}\left|{\frac {\sqrt {\mu }}{2{\sqrt {2}}}}\right\rangle _{7}^{j+1}\left|{\frac {\sqrt {\mu }}{2{\sqrt {2}}}}\right\rangle _{8}^{j+1}}

  

```

Здесь Боб срабатывает в слоте j в детекторе с {\displaystyle p_{click}=1-e^{-{\frac {\mu }{8}}}} и записывает «1» для временного интервала k. Опять же, это следует для каждого из k = 1, …, N интервалов, Боб записывает «0» («1»), когда он срабатывает в слоте j = 2k — 1 (j = 2k). Чтобы проверить согласованность в строке данных, Алиса готовит и отправляет состояния-приманки Бобу. Потеря когерентности выявляет присутствие подслушивающего устройства, что способствует частоте появления ошибок. Когда Алиса готовит состояние приманки, вывод имеет вид:
```

  

    

      

        

          

            
|

            

              
t

              
r

              
a

              
p

            

            
⟩

          

          

            
k

          

        

        
=

        

          

            
|

            

              

                
μ

              

            

            
⟩

          

          

            
j

            
−

            
1

          

        

        

          

            
|

            

              

                
μ

              

            

            
⟩

          

          

            
j

          

        

      

    

    
{\displaystyle \left|trap\right\rangle _{k}=\left|{\sqrt {\mu }}\right\rangle ^{j-1}\left|{\sqrt {\mu }}\right\rangle ^{j}}

  

```

но состояния, сформированные из |φ1⟩k |φ0⟩k+1, также могут быть использованы для оценки канала, то есть {\displaystyle \left|\phi _{1}\right\rangle _{k}\left|\phi _{0}\right\rangle _{k+1}=\left|0\right\rangle _{0}^{j-1}\left|{\sqrt {\mu }}\right\rangle _{0}^{j}\left|{\sqrt {\mu }}\right\rangle _{0}^{j+1}\left|0\right\rangle _{0}^{j+2}}. Состояние преобразует интерферометр следующим образом
```
 

  

    

      

        

          

            
|

            

              

                
μ

              

            

            
⟩

          

          

            
0

          

          

            
j

          

        

        

          

            
|

            

              

                
μ

              

            

            
⟩

          

          

            
0

          

          

            
j

            
+

            
1

          

        

        

          

            
→

            

              
I

            

          

        

        

          

            
|

            

              

                

                  
μ

                

                

                  
2

                

              

            

            
⟩

          

          

            
3

          

          

            
j

          

        

        

          

            
|

            

              

                

                  
μ

                

                

                  
2

                  

                    

                      
2

                    

                  

                

              

            

            
⟩

          

          

            
7

          

          

            
j

          

        

        

          

            
|

            

              

                

                  
−

                  

                    

                      
μ

                    

                  

                

                

                  
2

                  

                    

                      
2

                    

                  

                

              

            

            
⟩

          

          

            
8

          

          

            
j

          

        

        

          

            
|

            

              

                

                  
μ

                

                

                  
2

                

              

            

            
⟩

          

          

            
3

          

          

            
j

            
+

            
1

          

        

        

          

            
|

            

              

                

                  
μ

                

                

                  
2

                

              

            

            
⟩

          

          

            
7

          

          

            
j

            
+

            
1

          

        

        

          

            
|

            
0

            
⟩

          

          

            
8

          

          

            
j

            
+

            
1

          

        

        

          

            
|

            

              

                

                  
μ

                

                

                  
2

                

              

            

            
⟩

          

          

            
7

          

          

            
j

            
+

            
2

          

        

        

          

            
|

            

              

                

                  
μ

                

                

                  
2

                

              

            

            
⟩

          

          

            
8

          

          

            
j

            
+

            
2

          

        

      

    

    
{\displaystyle \left|{\sqrt {\mu }}\right\rangle _{0}^{j}\left|{\sqrt {\mu }}\right\rangle _{0}^{j+1}{\xrightarrow {I}}\left|{\frac {\sqrt {\mu }}{\sqrt {2}}}\right\rangle _{3}^{j}\left|{\frac {\sqrt {\mu }}{2{\sqrt {2}}}}\right\rangle _{7}^{j}\left|{\frac {-{\sqrt {\mu }}}{2{\sqrt {2}}}}\right\rangle _{8}^{j}\left|{\frac {\sqrt {\mu }}{\sqrt {2}}}\right\rangle _{3}^{j+1}\left|{\frac {\sqrt {\mu }}{\sqrt {2}}}\right\rangle _{7}^{j+1}\left|0\right\rangle _{8}^{j+1}\left|{\frac {\sqrt {\mu }}{\sqrt {2}}}\right\rangle _{7}^{j+2}\left|{\frac {\sqrt {\mu }}{\sqrt {2}}}\right\rangle _{8}^{j+2}}

  

```

Таким образом, можно видеть, что состояния-ловушки и последовательности |φ1⟩k |φ0⟩k+1, не вносят вклад в ключ, так как здесь детектор имеет вероятность сработать по обоим слотам j в паре k, так что Боб не узнает бит ключа. Но, если датчик срабатывает, это указывает на потерю когерентности, поскольку, если последовательные непустые импульсы имеют постоянную относительную фазу, этот детектор имеет нулевую вероятность срабатывания, как видно выше.